# Керимберды
Керим-Берды (Керимберды, старотат. کریم بردی خان‎) — хан Золотой Орды (1413).
Керим-Берды был сыном Тохтамыша и братом Джелал ад-Дина. В 1412 году Керим-Берды, по данным летописных источников, убил Джелал ад-Дина и захватил власть в Золотой Орде. Власть Керим-Берды была непрочной, так как сразу же после этого хан вступил в конфликт со своим братом Кепек-ханом, также претендовавшим на ханский престол. Как и Кепек-хан, Керим-Берды враждовал с Едигеем, продолжавшим в то время играть значительную роль в золотоордынских делах. Керим-Берды правил недолго.